# Stella Kadmon

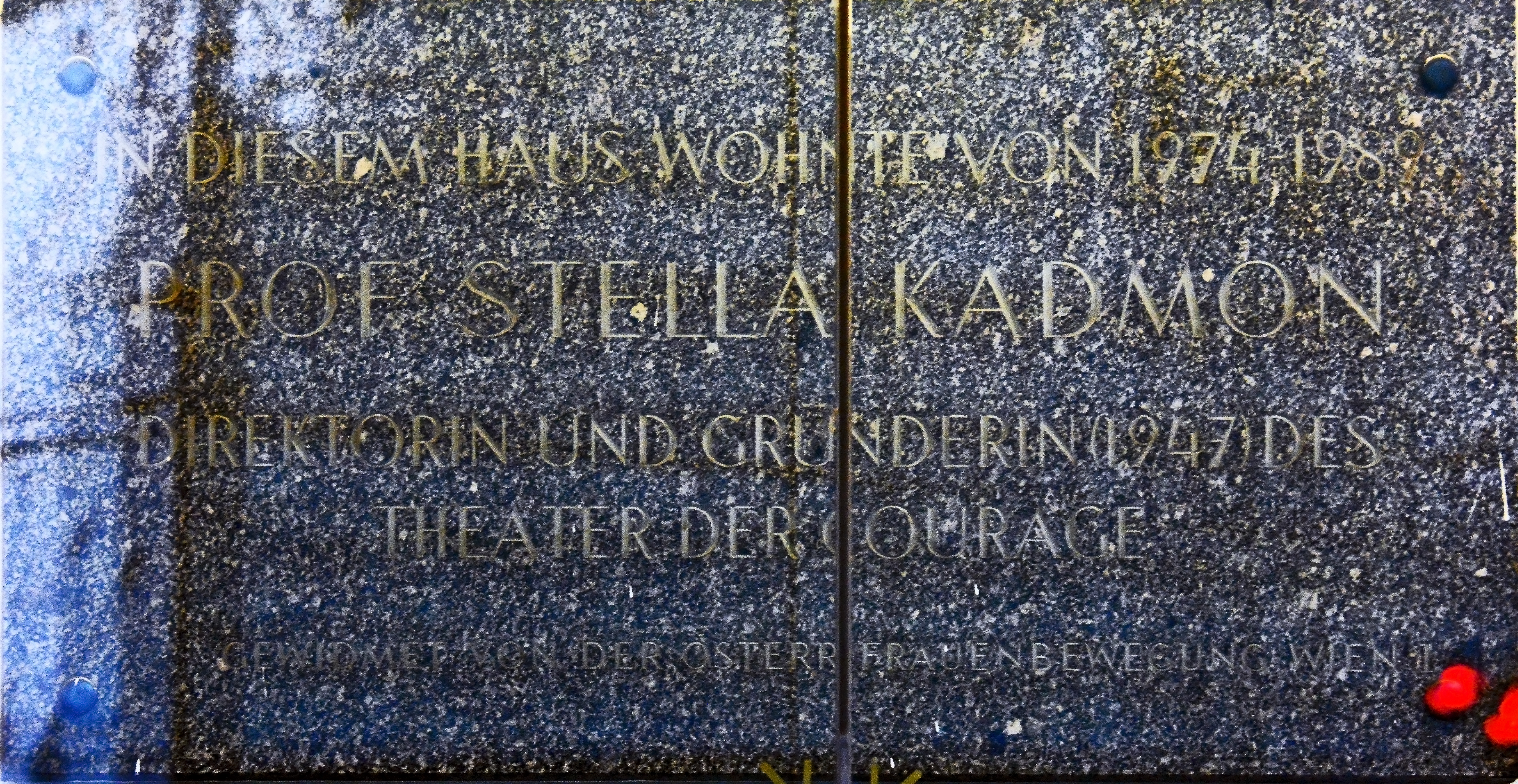
Gedenktafel für Stella Kadmon

Stella Kadmon (* 16. Juli 1902 in Wien; † 12. Oktober 1989 ebenda) war eine österreichische Schauspielerin, Kabarettistin und Theaterleiterin.

## Ausbildung und Engagements
Die Tochter des Beamten Moritz Kadmon und dessen Ehefrau Malvine, geborene Nelken, einer Konzertpianistin und Musikpädagogin, absolvierte an der Akademie für Musik und darstellende Kunst in Wien eine Ausbildung in der Abteilung Schauspiel und Regie, dem heutigen Max-Reinhardt-Seminar. Ihr erstes Engagement erhielt sie für die Spielzeit 1922/23 im Fach der „Naiven“ am Linzer Landestheater. Größere Bekanntheit erlangte sie dort erstmals als Lulu in Frank Wedekinds Erdgeist.
1924/25 spielte sie am Deutschen Theater in Mährisch-Ostrau. Mit Chansons von Fritz Grünbaum debütierte sie in Wien als Chansonnière erfolgreich im Kabarett „Pavillon“ und ging mit ihrem Programm auf Tournee. Sie machte sich von 1926 bis 1931 einen Namen als Diseuse und Kabarettistin und trat in dieser Zeit in den Wiener Kabaretts Simpl, Pavillon und Hölle auf sowie in München, Köln und Berlin auf.

## Kleinkunstbühne „Der liebe Augustin“
Am 7. November 1931 gründete sie in Wien im Souterrain des Café Prückel mit „Der liebe Augustin“ ihre eigene Kleinkunstbühne mit Peter Hammerschlag als Bühnenautor und Fritz (Fred) Spielmann (1906–1997) als Komponist. Gleichzeitig war er bis 1938 gemeinsam mit Franz Eugen Klein (1912–1944) als Dirigent tätig. Zu den Darstellern gehörten neben ihr Leon Askin, Fritz Muliar und Gusti Wolf, Fritz Eckhardt.
Nach Hitlers Machtergreifung in Deutschland 1933 kamen immer mehr deutsche Künstler hinzu, darunter der Autor Herrmann Mostar.
Ab 1935 wurde im Sommer auf der Hohen Warte in Wien-Döbling das Freilufttheater „Der liebe Augustin im Grünen“ gespielt. Nach dem „Anschluss Österreichs“ 1938 musste das Kabarett geschlossen werden. Die Jüdin Kadmon emigrierte im Juli 1938 nach Belgrad, 1939 nach Griechenland und gelangte schließlich nach Palästina.
Am 8. April 1940 eröffnete sie in Tel Aviv das hebräischsprachige Kabarett „Papillion“ und ging mit Chansons auf Tournee. Im Dachgarten ihres Hauses veranstaltete sie Lesungen deutschsprachiger Dramen von Bertolt Brecht, Franz Werfel und Arnold Zweig.
Am 29. April 1947 kehrte sie nach Wien zurück und übernahm für die Saison 1947/48 von Carl Merz und Fritz Eckhardt erneut den „Lieben Augustin“.
Nach vier Programmen wandelte sie mit Brechts Furcht und Elend des Dritten Reiches unter dem Titel Schaut her! die Kleinkunstbühne im April 1948 in eine Schauspielbühne um und änderte deren Namen in „Theater der Courage“.

## „Theater der Courage“
Ab dem 7. November 1960 bis 1981 leitete sie dieses Theater am Standort Wien-Innere Stadt, Franz-Josefs-Kai 29 (heute, 2023: Komödie am Kai). In dieser Zeit fanden dort 31 Uraufführungen (z. B. Stücke von Sartre, Brecht oder Borchert) und 120 österreichische oder deutschsprachige Erstaufführungen statt. 1980/81 wandelte sie ihr Theaterunternehmen in eine GmbH um und gab Ende 1981 die Theaterleitung an Emmy Werner als Gesellschafterin ab. Die letzte Vorstellung fand am 31. Dezember 1981 statt. Unter Übernahme des Theaterfundus eröffnete Emmy Werner das Theater in der Drachengasse und adaptierte 1984 das „Theater der Courage“ in einen zusätzlichen Raum.

## Publikationen
- Stella Kadmon (Hrsg.), Manfred Keiler (Ill.): Der liebe Augustin. Programmheft der Augustin-Bühnen. Eigenverlag, Wien 1935, OBV.

## Ehrungen, Auszeichnungen
- 1968: Ehrenmedaille der Bundeshauptstadt Wien in Silber
- 1976: Berufstitel Professor
- 1982: Goldenes Verdienstzeichen des Landes Wien
- 1990: Gedenktafel an dem 1974 bezogenen Wohnhaus Franz-Josefs-Kai 23, Wien-Innere Stadt
- Stella Kadmon. Die Theatermacherin. Ausstellung im Jüdischen Museum Wien. 31. Mai bis 14. Juli 1996.[4]
- 2003: Benennung des Stella-Kadmon-Weges in Wien-Favoriten